# Julio Montt Salamanca
Julio Montt Salamanca (Valparaíso, Chile, 29 de septiembre de 1861-Concepción, Perú, 9 de julio de 1882) fue un militar chileno. Subteniente de la 4.ª compañía del Regimiento «Chacabuco», héroe de la batalla de La Concepción.

## Familia y juventud
Fue hijo de Manuel Montt Goyenechea, cuñado y primo del expresidente de Chile Manuel Montt y de Leonarda Salamanca Menares, naciendo junto a su hermano gemelo César.
Según Benjamín Vicuña Mackenna, físicamente era «un niño de hermosa y casi artística cabeza, cual se deja ver en su retrato, de ojos profundamente azules y melancólicos y de una contextura frágil y enfermiza, a tal punto que un tenaz mal de garganta le tralla desde la niñez luchando con la muerte».

## Carrera militar
Cuando su hermano se enlistó en el regimiento Yungay, Julio le siguió los pasos y se enroló en el regimiento Curicó durante la Guerra del Pacífico. Hizo carrera en las batallas de San Juan y Miraflores, ascendiendo al grado de subteniente.
Fue trasladado durante la Campaña de la Sierra a la 4.ª compañía del batallón Chacabuco, al mando del capitán Ignacio Carrera Pinto, y allí se encontraba cuando ocurrió la batalla de La Concepción. Las fuerzas peruanas dirigidas por el general de brigada EP Andrés Avelino Cáceres hicieron un ataque a la aldea de Concepción, que era guarnecida por 77 hombres de la 4.ª compañía del regimiento Chacabuco.

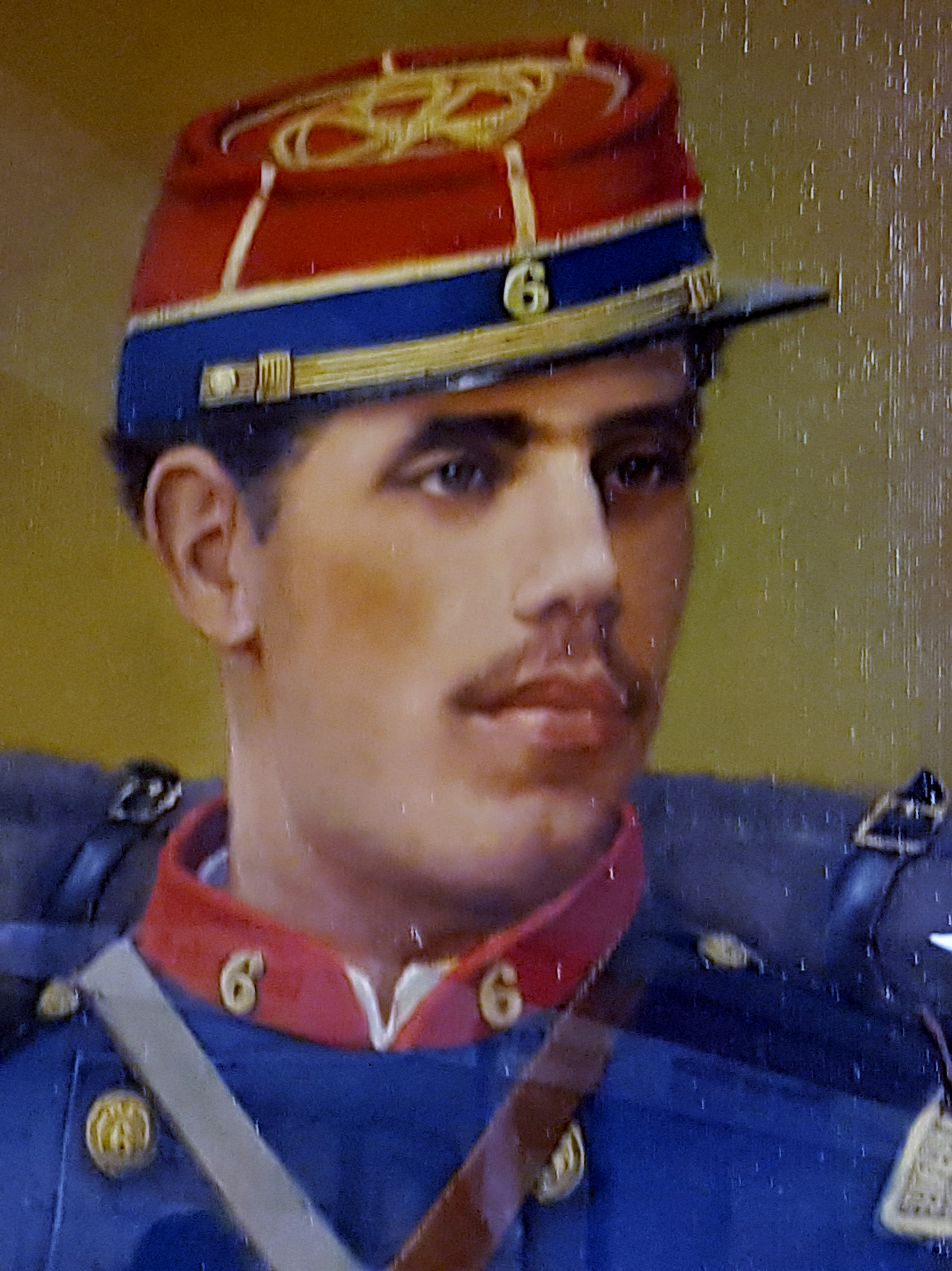
Montt retratado por el pintor Manuel Espinosa Salas (detalle, metro Los Héroes.

El domingo 9 de julio, la vanguardia de Cáceres, que poseía aproximadamente 400 soldados regulares y un número indeterminado de guerrilleros locales, descendió al pueblo. Carrera Pinto y el resto de los jefes de la 4.ª compañía, Arturo Pérez Canto, Julio Montt Salamanca y Luis Cruz Martínez, cerraron las entradas a la plaza y se defendieron en ella, aunque caída la tarde se tuvieron que replegar al cuartel.
La lucha fue encarnizada durante toda esa noche, pues los defensores, no se rendián, temerosos de morir a manos de la horda peruana. Esa misma noche murió el subteniente Julio Montt Salamanca, atravesado por las balas adversarias.
Siendo los defensores contables con los dedos de las manos, sin refugio ni parapeto para defenderse y protegiendo con el cuerpo a las mujeres y los niños, de entre los cuales uno nació en pleno combate, se les ofreció una última oportunidad de rendirse, que fue rechazada al grito "¡los chilenos no se rindan nunca!".
Tras eliminar a los últimos defensores, la hueste violó a las tres mujeres hasta matarlas y espantosa muerte dio a los niños y se dedicó al saqueo hasta que advertidos de la llegada del ejército chileno emprendieron la huida.